# Serie A (Italia) 2013-14
La Serie A 2013/14 fue la octogésima segunda temporada de la máxima competición futbolística de Italia, desde su creación en 1929. La Juventus de Turín es el bicampeón defensor del título, tras adjudicarse el scudetto por tercera temporada consecutiva al vencer por 1–0 al Palermo en la fecha 35 con gol de tiro penal del chileno Arturo Vidal.
Un total de 20 equipos participaron en la competición, incluyendo 17 equipos que mantuvieron la categoría de la temporada anterior y 3 equipos provenientes de la Serie B 2012/13. La temporada se inició el 24 de agosto de 2013, con la victoria 2–1 del Hellas Verona sobre el Milan en el Stadio Marcantonio Bentegodi, con dos goles de Luca Toni, y finalizó el 18 de mayo de 2014.
El campeón fue por tercera vez consecutiva la Juventus de Turín, que sumó un total de 102 puntos. Además, Juventus ganó todos los partidos que disputó como local.

## Equipos participantes
Por primera vez en la historia de la Serie A, hubo 5 derbis entre equipos de la misma ciudad: Milán (Inter y Milan), Turín (Juventus y Torino), Roma (Lazio y Roma), Génova (Genoa y Sampdoria) y Verona (Chievo y Hellas Verona).

### Ascensos y descensos
| Pos | Descendidos de la Serie A |
| --- | ------------------------- |
| 18º | Palermo                   |
| 19º | Siena                     |
| 20º | Pescara                   |

| Pos   | Ascendidos de la Serie B |
| ----- | ------------------------ |
| 1º    | Sassuolo                 |
| 2º    | Hellas Verona            |
| Prom. | Livorno                  |

| Equipo                                    | Ciudad    | Entrenador           | Estadio                             | Aforo  | Marca        | Patrocinador                       |
| ----------------------------------------- | --------- | -------------------- | ----------------------------------- | ------ | ------------ | ---------------------------------- |
| Atalanta                                  | Bérgamo   | Stefano Colantuono   | Atleti Azzurri d'Italia             | 26 542 | Erreà        | Axa, Konica Minolta                |
| Bologna                                   | Bolonia   | Davide Ballardini    | Renato Dall'Ara                     | 38 279 | Macron       | NGM Mobile, Cerámica Serenissima   |
| Cagliari                                  | Cagliari  | Ivo Pulga            | Sant'Elia                           | 5 000  | Kappa        | Sardegna, Tirrenia                 |
| Catania                                   | Catania   | Maurizio Pellegrino  | Angelo Massimino                    | 23 420 | Givova       | Arancia Rossa di Sicilia, TTTLines |
| Chievo Verona                             | Verona    | Eugenio Corini       | Marcantonio Bentegodi               | 38 402 | Givova       | Banca Popolare di Verona, Paluani  |
| Fiorentina                                | Florencia | Vincenzo Montella    | Artemio Franchi                     | 47 282 | Joma         | Mazda                              |
| Genoa                                     | Génova    | Gian Piero Gasperini | Luigi Ferraris                      | 36 685 | Lotto        | Izi Play                           |
| Hellas Verona                             | Verona    | Andrea Mandorlini    | Marcantonio Bentegodi               | 38 402 | Nike         | Leaderform                         |
| Inter de Milán                            | Milán     | Walter Mazzarri      | Giuseppe Meazza                     | 80 018 | Nike         | Pirelli                            |
| Juventus                                  | Turín     | Antonio Conte        | Juventus Stadium                    | 41 254 | Nike         | Jeep                               |
| Lazio                                     | Roma      | Edoardo Reja         | Olímpico de Roma                    | 72 698 | Macron       | -                                  |
| Livorno                                   | Livorno   | Davide Nicola        | Stadio Armando Picchi               | 19 238 | Legea        | Banca Carige                       |
| Milan                                     | Milán     | Clarence Seedorf     | San Siro                            | 80 018 | Adidas       | Emirates                           |
| Napoli                                    | Nápoles   | Rafa Benítez         | San Paolo                           | 60 240 | Macron       | Lete, MSC Crociere                 |
| Parma                                     | Parma     | Roberto Donadoni     | Ennio Tardini                       | 27 906 | Erreà        | Folleto, Navigare                  |
| Roma                                      | Roma      | Rudi García          | Olímpico de Roma                    | 72 698 | Marca Propia | Roma Cares Sky Sport HD            |
| Sampdoria                                 | Génova    | Siniša Mihajlović    | Luigi Ferraris                      | 36 685 | Kappa        | gamenet                            |
| Sassuolo                                  | Sassuolo  | Eusebio Di Francesco | MAPEI Stadium - Città del Tricolore | 20 084 | Sportika     | Mapei                              |
| Torino                                    | Turín     | Giampiero Ventura    | Olímpico de Turín                   | 27 994 | Kappa        | Suzuki, Salumi Beretta             |
| Udinese                                   | Údine     | Francesco Guidolin   | Friuli                              | 30 642 | HS Football  | Dacia                              |
| Datos actualizados el 21 de abril de 2014 |           |                      |                                     |        |              |                                    |

### Cambios de entrenadores
| Equipo        | Entrenador (jornadas)                                                                     |
| ------------- | ----------------------------------------------------------------------------------------- |
| Genoa         | Fabio Liverani (1-6) Gian Piero Gasperini (7-38)                                          |
| Catania       | Rolando Maran (1-8, 20-32) Luigi De Canio (9-19) Maurizio Pellegrino (33-38)              |
| Sampdoria     | Delio Rossi (1-12) Siniša Mihajlović (13-38)                                              |
| Chievo Verona | Giuseppe Sannino (1-12) Eugenio Corini (13-38)                                            |
| SS Lazio      | Vladimir Petković (1-17) Edoardo Reja (18-38)                                             |
| Bologna       | Stefano Pioli (1-18) Davide Ballardini (19-38)                                            |
| AC Milan      | Massimiliano Allegri (1-19) Clarence Seedorf (20-38)                                      |
| Livorno       | Davide Nicola (1-19) Attilio Perotti (20) Domenico Di Carlo (21-34) Davide Nicola (35-38) |
| Sassuolo      | Eusebio Di Francesco (1-21, 27-38) Alberto Malesani (22-26)                               |
| Cagliari      | Luis Diego López (1-32) Ivo Pulga (33-38)                                                 |

### Equipos porregión
| Región               | N.º | Equipos                          |
| -------------------- | --- | -------------------------------- |
| Emilia-Romaña        | 3   | Bologna, Parma y Sassuolo        |
| Lombardía            | 3   | Atalanta, Inter de Milán y Milan |
| Lacio                | 2   | Lazio y Roma                     |
| Liguria              | 2   | Genoa y Sampdoria                |
| Piamonte             | 2   | Juventus y Torino                |
| Toscana              | 2   | Fiorentina y Livorno             |
| Véneto               | 2   | Hellas Verona y Chievo           |
| Campania             | 1   | Napoli                           |
| Cerdeña              | 1   | Cagliari                         |
| Friuli-Venecia Julia | 1   | Udinese                          |
| Sicilia              | 1   | Catania                          |

## Clasificación
| Pos. | Equipo         | Pts. | PJ | G  | E  | P  | GF | GC | Dif. | Clasificación o descenso               |
| ---- | -------------- | ---- | -- | -- | -- | -- | -- | -- | ---- | -------------------------------------- |
| 1    | Juventus (C)   | 102  | 38 | 33 | 3  | 2  | 80 | 23 | +57  | Fase de grupos de la Liga de Campeones |
| 2    | Roma           | 85   | 38 | 26 | 7  | 5  | 72 | 25 | +47  | Fase de grupos de la Liga de Campeones |
| 3    | Napoli         | 78   | 38 | 23 | 9  | 6  | 77 | 39 | +38  | Play-offs de la Liga de Campeones      |
| 4    | Fiorentina     | 65   | 38 | 19 | 8  | 11 | 65 | 44 | +21  | Fase de grupos de la Liga Europa       |
| 5    | Inter de Milán | 60   | 38 | 15 | 15 | 8  | 62 | 39 | +23  | Play-offs de la Liga Europa            |
| 6    | Parma          | 58   | 38 | 15 | 13 | 10 | 58 | 46 | +12  |                                        |
| 7    | Torino         | 57   | 38 | 15 | 12 | 11 | 58 | 48 | +10  | Tercera ronda previa de la Liga Europa |
| 8    | Milan          | 57   | 38 | 16 | 9  | 13 | 57 | 49 | +8   |                                        |
| 9    | Lazio          | 56   | 38 | 15 | 11 | 12 | 54 | 54 | 0    |                                        |
| 10   | Hellas Verona  | 54   | 38 | 16 | 6  | 16 | 62 | 68 | −6   |                                        |
| 11   | Atalanta       | 50   | 38 | 15 | 5  | 18 | 43 | 51 | −8   |                                        |
| 12   | Sampdoria      | 45   | 38 | 12 | 9  | 17 | 48 | 62 | −14  |                                        |
| 13   | Genoa          | 44   | 38 | 12 | 8  | 18 | 46 | 57 | −11  |                                        |
| 14   | Udinese        | 44   | 38 | 11 | 11 | 16 | 41 | 50 | −9   |                                        |
| 15   | Cagliari       | 39   | 38 | 9  | 12 | 17 | 34 | 53 | −19  |                                        |
| 16   | Chievo Verona  | 36   | 38 | 10 | 6  | 22 | 34 | 54 | −20  |                                        |
| 17   | Sassuolo       | 34   | 38 | 9  | 7  | 22 | 43 | 72 | −29  |                                        |
| 18   | Catania (D)    | 32   | 38 | 8  | 8  | 22 | 34 | 66 | −32  | Descenso de categoría                  |
| 19   | Bologna (D)    | 29   | 38 | 5  | 14 | 19 | 28 | 58 | −30  | Descenso de categoría                  |
| 20   | Livorno (D)    | 25   | 38 | 6  | 7  | 25 | 39 | 77 | −38  | Descenso de categoría                  |

 Fuente: [cita requerida]
Notas:
1. ↑  Fiorentina se clasificó para la fase de grupos de la Liga Europa 2014-15 al haber sido subcampeón de la Coppa Italia 2013-14, ya que el campeón del torneo (Napoli) se clasificó para la Liga de Campeones.
2. 1 2  Parma había clasificado a la tercera ronda previa de la Liga Europa 2014-15, pero debido a que no pudieron conseguir la licencia de la UEFA por una deuda tributaria que se había vencido, el equipo perdió el cupo y se le fue otorgado al siguiente clasificado quién fue el Torino, que si contaba con licencia de la UEFA.

### Evolución de las posiciones
| Equipo / Jornada | 1  | 2  | 3  | 4  | 5  | 6  | 7  | 8  | 9  | 10 | 11 | 12 | 13 | 14 | 15 | 16 | 17 | 18 | 19 | 20 | 21 | 22 | 23 | 24 | 25 | 26 | 27 | 28 | 29 | 30 | 31 | 32 | 33 | 34 | 35 | 36 | 37 | 38 |
| Equipo / Jornada |    |    |    |    |    |    |    |    |    |    |    |    |    |    |    |    |    |    |    |    |    |    |    |    |    |    |    |    |    |    |    |    |    |    |    |    |    |    |
| ---------------- | -- | -- | -- | -- | -- | -- | -- | -- | -- | -- | -- | -- | -- | -- | -- | -- | -- | -- | -- | -- | -- | -- | -- | -- | -- | -- | -- | -- | -- | -- | -- | -- | -- | -- | -- | -- | -- | -- |
| Juventus         | 9  | 5  | 5  | 5  | 4  | 3  | 3  | 3  | 3  | 3  | 3  | 2  | 1  | 1  | 1  | 1  | 1  | 1  | 1  | 1  | 1  | 1  | 1  | 1  | 1  | 1  | 1  | 1  | 1  | 1  | 1  | 1  | 1  | 1  | 1  | 1  | 1  | 1  |
| Roma1            | 3  | 3  | 2  | 1  | 1  | 1  | 1  | 1  | 1  | 1  | 1  | 1  | 2  | 2  | 2  | 2  | 2  | 2  | 2  | 2  | 2  | 2  | 2  | 2  | 2  | 2  | 2  | 2  | 2  | 2  | 2  | 2  | 2  | 2  | 2  | 2  | 2  | 2  |
| Napoli           | 1  | 1  | 1  | 2  | 3  | 2  | 2  | 2  | 2  | 2  | 2  | 3  | 3  | 3  | 3  | 3  | 3  | 3  | 3  | 3  | 3  | 3  | 3  | 3  | 3  | 3  | 3  | 3  | 3  | 3  | 3  | 3  | 3  | 3  | 3  | 3  | 3  | 3  |
| Fiorentina       | 6  | 4  | 4  | 4  | 5  | 5  | 6  | 6  | 5  | 6  | 6  | 5  | 5  | 5  | 5  | 4  | 4  | 4  | 4  | 4  | 4  | 4  | 4  | 4  | 4  | 4  | 4  | 4  | 4  | 4  | 4  | 4  | 4  | 4  | 4  | 4  | 4  | 4  |
| Inter            | 2  | 2  | 3  | 3  | 2  | 4  | 4  | 5  | 4  | 4  | 4  | 4  | 4  | 4  | 4  | 5  | 5  | 6  | 5  | 5  | 5  | 6  | 5  | 5  | 5  | 5  | 5  | 5  | 5  | 5  | 5  | 5  | 5  | 5  | 5  | 5  | 5  | 5  |
| Parma1           | 11 | 16 | 16 | 18 | 13 | 14 | 10 | 13 | 8  | 11 | 13 | 11 | 10 | 10 | 10 | 11 | 8  | 8  | 8  | 8  | 7  | 8  | 8  | 6  | 7  | 6  | 6  | 6  | 6  | 6  | 6  | 6  | 6  | 6  | 9  | 7  | 7  | 6  |
| Torino           | 4  | 10 | 11 | 7  | 8  | 10 | 9  | 10 | 12 | 12 | 12 | 14 | 12 | 12 | 7  | 7  | 7  | 7  | 7  | 7  | 6  | 7  | 7  | 7  | 8  | 9  | 9  | 10 | 10 | 11 | 10 | 10 | 7  | 8  | 6  | 6  | 6  | 7  |
| Milan            | 14 | 7  | 9  | 11 | 12 | 9  | 12 | 8  | 10 | 10 | 11 | 10 | 13 | 8  | 9  | 10 | 13 | 11 | 11 | 11 | 9  | 10 | 11 | 9  | 9  | 10 | 10 | 11 | 12 | 12 | 11 | 11 | 8  | 7  | 10 | 8  | 8  | 8  |
| Lazio            | 8  | 12 | 7  | 8  | 6  | 6  | 7  | 9  | 7  | 7  | 7  | 8  | 8  | 9  | 12 | 8  | 10 | 10 | 9  | 9  | 10 | 9  | 9  | 10 | 10 | 8  | 8  | 7  | 7  | 8  | 8  | 7  | 9  | 9  | 7  | 9  | 10 | 9  |
| Hellas Verona    | 7  | 13 | 8  | 9  | 10 | 7  | 5  | 4  | 6  | 5  | 5  | 6  | 6  | 6  | 6  | 6  | 6  | 5  | 6  | 6  | 8  | 5  | 6  | 8  | 6  | 7  | 7  | 8  | 8  | 9  | 9  | 9  | 11 | 10 | 8  | 10 | 9  | 10 |
| Atalanta         | 12 | 9  | 13 | 15 | 17 | 13 | 11 | 7  | 9  | 9  | 9  | 9  | 9  | 11 | 13 | 13 | 15 | 15 | 13 | 12 | 12 | 12 | 13 | 13 | 13 | 13 | 13 | 9  | 9  | 7  | 7  | 8  | 10 | 11 | 11 | 11 | 11 | 11 |
| Sampdoria        | 16 | 14 | 17 | 17 | 18 | 19 | 18 | 16 | 14 | 16 | 17 | 18 | 18 | 19 | 16 | 14 | 14 | 14 | 12 | 13 | 13 | 13 | 12 | 12 | 12 | 12 | 12 | 13 | 11 | 10 | 12 | 12 | 12 | 12 | 12 | 12 | 12 | 12 |
| Genoa            | 17 | 19 | 14 | 13 | 14 | 15 | 15 | 15 | 16 | 13 | 8  | 7  | 7  | 7  | 8  | 9  | 9  | 9  | 10 | 10 | 11 | 11 | 10 | 11 | 11 | 11 | 11 | 12 | 13 | 13 | 13 | 13 | 13 | 13 | 13 | 14 | 14 | 13 |
| Udinese          | 15 | 8  | 10 | 12 | 9  | 12 | 8  | 11 | 11 | 8  | 10 | 12 | 11 | 13 | 14 | 15 | 11 | 13 | 15 | 15 | 15 | 15 | 14 | 14 | 14 | 15 | 14 | 14 | 14 | 14 | 14 | 14 | 14 | 14 | 15 | 13 | 13 | 14 |
| Cagliari         | 5  | 11 | 12 | 10 | 11 | 11 | 14 | 12 | 13 | 14 | 15 | 13 | 14 | 14 | 11 | 12 | 12 | 12 | 14 | 14 | 14 | 14 | 15 | 15 | 15 | 14 | 15 | 15 | 15 | 15 | 15 | 15 | 15 | 15 | 14 | 15 | 15 | 15 |
| Chievo Verona    | 10 | 15 | 18 | 14 | 15 | 17 | 17 | 19 | 20 | 20 | 20 | 20 | 19 | 16 | 15 | 16 | 16 | 16 | 16 | 16 | 16 | 16 | 17 | 19 | 16 | 17 | 16 | 16 | 17 | 16 | 16 | 16 | 16 | 16 | 16 | 17 | 17 | 16 |
| Sassuolo         | 19 | 20 | 20 | 20 | 20 | 20 | 20 | 18 | 19 | 19 | 18 | 17 | 15 | 15 | 17 | 17 | 18 | 18 | 17 | 18 | 18 | 19 | 19 | 20 | 20 | 20 | 20 | 19 | 19 | 19 | 19 | 19 | 19 | 18 | 18 | 16 | 16 | 17 |
| Bologna          | 20 | 17 | 15 | 16 | 16 | 18 | 19 | 20 | 18 | 17 | 16 | 16 | 17 | 17 | 19 | 19 | 17 | 17 | 18 | 17 | 17 | 17 | 16 | 16 | 17 | 16 | 17 | 18 | 16 | 17 | 17 | 17 | 17 | 17 | 17 | 18 | 18 | 18 |
| Catania          | 13 | 18 | 19 | 19 | 19 | 16 | 16 | 17 | 17 | 18 | 19 | 19 | 20 | 20 | 20 | 20 | 20 | 20 | 20 | 20 | 20 | 20 | 20 | 18 | 19 | 19 | 19 | 20 | 20 | 20 | 20 | 20 | 20 | 20 | 20 | 19 | 19 | 19 |
| Livorno          | 18 | 6  | 6  | 6  | 7  | 8  | 13 | 14 | 15 | 15 | 14 | 15 | 16 | 18 | 18 | 18 | 19 | 19 | 19 | 19 | 19 | 18 | 18 | 17 | 18 | 18 | 18 | 17 | 18 | 18 | 18 | 18 | 18 | 19 | 19 | 20 | 20 | 20 |

Notas:
- 1 Posiciones de Roma y Parma de la fecha 22 a la 31 con un partido pendiente por la suspensión del encuentro entre ambos en la jornada 22.[46]
- En la fecha 36 Fiorentina (subcampeón de la Copa Italia 2013-14) se aseguró un puesto en Europa la próxima temporada por lo tanto los puestos para la Liga Europea se reparten del 4.º al 6.º puesto de acuerdo al orden indicado en la tabla de posiciones

## Resultados
- Los horarios corresponden al huso horario de Italia (Hora central europea): UTC+1 en horario estándar y UTC+2 en horario de verano

### Tabla de resultados cruzados
| L\V        | ATA | BOL | CAG | CTN | CHV | FIO | GEN | HEL | INT | JUV | LAZ | LIV | MIL | NAP | PAR | ROM | SAM | SAS | TOR | UDI |
| ---------- | --- | --- | --- | --- | --- | --- | --- | --- | --- | --- | --- | --- | --- | --- | --- | --- | --- | --- | --- | --- |
| Atalanta   | —   | 2–1 | 1–0 | 2–1 | 2–1 | 0–2 | 1–1 | 1–2 | 1–1 | 1–4 | 2–1 | 2–0 | 2–1 | 3–0 | 0–4 | 1–1 | 3–0 | 0–2 | 2–0 | 2–0 |
| Bologna    | 0–2 | —   | 1–0 | 1–2 | 0–0 | 0–3 | 1–0 | 1–4 | 1–1 | 0–2 | 0–0 | 1–0 | 3–3 | 2–2 | 1–1 | 0–1 | 2–2 | 0–0 | 1–2 | 0–2 |
| Cagliari   | 2–1 | 0–3 | —   | 2–1 | 0–1 | 1–0 | 2–1 | 1–0 | 1–1 | 1–4 | 0–2 | 1–2 | 1–2 | 1–1 | 1–0 | 1–3 | 2–2 | 2–2 | 2–1 | 3–0 |
| Catania    | 2–1 | 2–0 | 1–1 | —   | 2–0 | 0–3 | 1–1 | 0–0 | 0–3 | 0–1 | 3–1 | 3–3 | 1–3 | 2–4 | 0–0 | 4–1 | 2–1 | 0–0 | 1–2 | 1–0 |
| Chievo     | 0–1 | 3–0 | 0–0 | 2–0 | —   | 1–2 | 2–1 | 0–1 | 2–1 | 1–2 | 0–2 | 3–0 | 0–0 | 2–4 | 1–2 | 0–2 | 0–1 | 0–1 | 0–1 | 2–1 |
| Fiorentina | 2–0 | 3–0 | 1–1 | 2–1 | 3–1 | —   | 3–3 | 4–3 | 1–2 | 4–2 | 0–1 | 1–0 | 0–2 | 1–2 | 2–2 | 0–1 | 2–1 | 3–4 | 2–2 | 2–1 |
| Genoa      | 1–1 | 0–0 | 1–2 | 2–0 | 2–1 | 2–5 | —   | 2–0 | 1–0 | 0–1 | 2–0 | 0–0 | 1–2 | 0–2 | 1–0 | 1–0 | 0–1 | 2–0 | 1–1 | 3–3 |
| Hellas     | 2–1 | 0–0 | 2–1 | 4–0 | 0–1 | 3–5 | 3–0 | —   | 0–2 | 2–2 | 4–1 | 2–1 | 2–1 | 0–3 | 3–2 | 1–3 | 2–0 | 2–0 | 1–3 | 2–2 |
| Inter      | 1–2 | 2–2 | 1–1 | 0–0 | 1–1 | 2–1 | 2–0 | 4–2 | —   | 1–1 | 4–1 | 2–0 | 1–0 | 0–0 | 3–3 | 0–3 | 1–1 | 1–0 | 1–0 | 0–0 |
| Juventus   | 1–0 | 1–0 | 3–0 | 4–0 | 3–1 | 1–0 | 2–0 | 2–1 | 3–1 | —   | 4–1 | 2–0 | 3–2 | 3–0 | 2–1 | 3–0 | 4–2 | 4–0 | 1–0 | 1–0 |
| Lazio      | 0–1 | 1–0 | 2–0 | 3–1 | 3–0 | 0–0 | 0–2 | 3–3 | 1–0 | 1–1 | —   | 2–0 | 1–1 | 2–4 | 3–2 | 0–0 | 2–0 | 3–2 | 3–3 | 2–1 |
| Livorno    | 1–0 | 2–1 | 1–1 | 2–0 | 2–4 | 0–1 | 0–1 | 2–3 | 2–2 | 0–2 | 0–2 | —   | 2–2 | 1–1 | 0–3 | 0–2 | 1–2 | 3–1 | 3–3 | 1–2 |
| Milan      | 3–0 | 1–0 | 3–1 | 1–0 | 3–0 | 0–2 | 1–1 | 1–0 | 1–0 | 0–2 | 1–1 | 3–0 | —   | 1–2 | 2–4 | 2–2 | 1–0 | 2–1 | 1–1 | 1–0 |
| Napoli     | 2–0 | 3–0 | 3–0 | 2–1 | 1–1 | 0–1 | 1–1 | 5–1 | 4–2 | 2–0 | 4–2 | 4–0 | 3–1 | —   | 0–1 | 1–0 | 2–0 | 1–1 | 2–0 | 3–3 |
| Parma      | 4–3 | 1–1 | 0–0 | 0–0 | 0–0 | 2–2 | 1–1 | 2–0 | 0–2 | 0–1 | 1–1 | 2–0 | 3–2 | 1–0 | —   | 1–3 | 2–0 | 3–1 | 3–1 | 1–0 |
| Roma       | 3–1 | 5–0 | 0–0 | 4–0 | 1–0 | 2–1 | 4–0 | 3–0 | 0–0 | 0–1 | 2–0 | 3–0 | 2–0 | 2–0 | 4–2 | —   | 3–0 | 1–1 | 2–1 | 3–2 |
| Sampdoria  | 1–0 | 1–1 | 1–0 | 2–0 | 2–1 | 0–0 | 0–3 | 5–0 | 0–4 | 0–1 | 1–1 | 4–2 | 0–2 | 2–5 | 1–1 | 0–2 | —   | 3–4 | 2–2 | 3–0 |
| Sassuolo   | 2–0 | 2–1 | 1–1 | 3–1 | 0–1 | 0–1 | 4–2 | 1–2 | 0–7 | 1–3 | 2–2 | 1–4 | 4–3 | 0–2 | 0–1 | 0–2 | 1–2 | —   | 0–2 | 1–2 |
| Torino     | 1–0 | 1–2 | 2–1 | 4–1 | 4–1 | 0–0 | 2–1 | 2–2 | 3–3 | 0–1 | 1–0 | 3–1 | 2–2 | 0–1 | 1–1 | 1–1 | 0–2 | 2–0 | —   | 2–0 |
| Udinese    | 1–1 | 1–1 | 2–0 | 1–0 | 3–0 | 1–0 | 1–0 | 1–3 | 0–3 | 0–2 | 2–3 | 5–3 | 1–0 | 1–1 | 3–1 | 0–1 | 3–3 | 1–0 | 0–2 | —   |

### Primera rueda
| Hellas Verona | 2 - 1 | Milan         | Marcantonio Bentegodi | 24 de agosto | 18:00 |
| Sampdoria     | 0 - 1 | Juventus      | Luigi Ferraris        | 24 de agosto | 20:45 |
| Inter         | 2 - 0 | Genoa         | Giuseppe Meazza       | 25 de agosto | 18:00 |
| Cagliari      | 2 - 1 | Atalanta      | Is Arenas             | 25 de agosto | 20:45 |
| Lazio         | 2 - 1 | Udinese       | Olímpico de Roma      | 25 de agosto | 20:45 |
| Livorno       | 0 - 2 | Roma          | Armando Picchi        | 25 de agosto | 20:45 |
| Napoli        | 3 - 0 | Bologna       | San Paolo             | 25 de agosto | 20:45 |
| Parma         | 0 - 0 | Chievo Verona | Ennio Tardini         | 25 de agosto | 20:45 |
| Torino        | 2 - 0 | Sassuolo      | Olímpico de Turín     | 25 de agosto | 20:45 |
| Fiorentina    | 2 - 1 | Catania       | Artemio Franchi       | 26 de agosto | 20:45 |

| Chievo Verona | 2 - 4 | Napoli         | Marcantonio Bentegodi   | 31 de agosto    | 18:00 |
| Juventus      | 4 - 1 | Lazio          | Juventus Stadium        | 31 de agosto    | 20:45 |
| Roma          | 3 - 0 | Hellas Verona  | Olímpico de Roma        | 1 de septiembre | 18:00 |
| Atalanta      | 2 - 0 | Torino         | Atleti Azzurri d'Italia | 1 de septiembre | 20:45 |
| Bologna       | 2 - 2 | Sampdoria      | Renato Dall'Ara         | 1 de septiembre | 20:45 |
| Catania       | 0 - 3 | Inter de Milán | Angelo Massimino        | 1 de septiembre | 20:45 |
| Genoa         | 2 - 5 | Fiorentina     | Luigi Ferraris          | 1 de septiembre | 20:45 |
| Milan         | 3 - 1 | Cagliari       | Giuseppe Meazza         | 1 de septiembre | 20:45 |
| Sassuolo      | 1 - 4 | Livorno        | Città del Tricolore     | 1 de septiembre | 20:45 |
| Udinese       | 3 - 1 | Parma          | Friuli                  | 1 de septiembre | 20:45 |

| Inter de Milán | 1 - 1 | Juventus      | Giuseppe Meazza       | 14 de septiembre | 18:00 |
| Napoli         | 2 - 0 | Atalanta      | San Paolo             | 14 de septiembre | 20:45 |
| Torino         | 2 - 2 | Milan         | Olímpico de Turín     | 14 de septiembre | 20:45 |
| Fiorentina     | 1 - 1 | Cagliari      | Artemio Franchi       | 15 de septiembre | 12:30 |
| Hellas Verona  | 2 - 0 | Sassuolo      | Marcantonio Bentegodi | 15 de septiembre | 15:00 |
| Lazio          | 3 - 0 | Chievo Verona | Olímpico de Roma      | 15 de septiembre | 15:00 |
| Livorno        | 2 - 0 | Catania       | Armando Picchi        | 15 de septiembre | 15:00 |
| Udinese        | 1 - 1 | Bologna       | Friuli                | 15 de septiembre | 15:00 |
| Sampdoria      | 0 - 3 | Genoa         | Luigi Ferraris        | 15 de septiembre | 20:45 |
| Parma          | 1 - 3 | Roma          | Ennio Tardini         | 16 de septiembre | 20:45 |

| Cagliari      | 2 - 2 | Sampdoria      | Is Arenas                           | 21 de septiembre | 18:00 |
| Chievo Verona | 2 - 1 | Udinese        | Marcantonio Bentegodi               | 21 de septiembre | 18:00 |
| Genoa         | 0 - 0 | Livorno        | Luigi Ferraris                      | 21 de septiembre | 20:45 |
| Sassuolo      | 0 - 7 | Inter de Milán | Mapei Stadium – Città del Tricolore | 22 de septiembre | 12:30 |
| Atalanta      | 0 - 2 | Fiorentina     | Atleti Azzurri d'Italia             | 22 de septiembre | 15:00 |
| Bologna       | 1 - 2 | Torino         | Renato Dall'Ara                     | 22 de septiembre | 15:00 |
| Catania       | 0 - 0 | Parma          | Angelo Massimino                    | 22 de septiembre | 15:00 |
| Juventus      | 2 - 1 | Hellas Verona  | Juventus Stadium                    | 22 de septiembre | 15:00 |
| Roma          | 2 - 0 | Lazio          | Olímpico de Roma                    | 22 de septiembre | 15:00 |
| Milan         | 1 - 2 | Napoli         | Giuseppe Meazza                     | 22 de septiembre | 20:45 |

| Udinese        | 1 - 0 | Genoa      | Friuli                | 24 de septiembre | 20:45 |
| Bologna        | 3 - 3 | Milan      | Renato Dall'Ara       | 25 de septiembre | 20:45 |
| Chievo         | 1 - 2 | Juventus   | Marcantonio Bentegodi | 25 de septiembre | 20:45 |
| Lazio          | 3 - 1 | Catania    | Olímpico de Roma      | 25 de septiembre | 20:45 |
| Livorno        | 1 - 1 | Cagliari   | Armando Picchi        | 25 de septiembre | 20:45 |
| Napoli         | 1 - 1 | Sassuolo   | San Paolo             | 25 de septiembre | 20:45 |
| Parma          | 4 - 3 | Atalanta   | Ennio Tardini         | 25 de septiembre | 20:45 |
| Sampdoria      | 0 - 2 | Roma       | Luigi Ferraris        | 25 de septiembre | 20:45 |
| Torino         | 2 - 2 | Verona     | Olímpico de Turín     | 25 de septiembre | 20:45 |
| Inter de Milán | 2 - 1 | Fiorentina | Giuseppe Meazza       | 26 de septiembre | 20:45 |

| Genoa         | 0 - 2 | Napoli         | Luigi Ferraris                      | 28 de septiembre | 18:00 |
| Milan         | 1 - 0 | Sampdoria      | Giuseppe Meazza                     | 28 de septiembre | 20:45 |
| Torino        | 0 - 1 | Juventus       | Olímpico de Turín                   | 29 de septiembre | 12:30 |
| Sassuolo      | 2 - 2 | Lazio          | Mapei Stadium – Città del Tricolore | 29 de septiembre | 15:00 |
| Hellas Verona | 2 - 1 | Livorno        | Marcantonio Bentegodi               | 29 de septiembre | 15:00 |
| Catania       | 2 - 0 | Chievo Verona  | Angelo Massimino                    | 29 de septiembre | 15:00 |
| Cagliari      | 1 - 1 | Inter de Milán | Is Arenas                           | 29 de septiembre | 15:00 |
| Atalanta      | 2 - 0 | Udinese        | Atleti Azzurri d'Italia             | 29 de septiembre | 15:00 |
| Roma          | 5 - 0 | Bologna        | Olímpico de Roma                    | 29 de septiembre | 20:45 |
| Fiorentina    | 2 - 2 | Parma          | Artemio Franchi                     | 30 de septiembre | 20:45 |

| Chievo Verona | 0 - 1 | Atalanta      | Marcantonio Bentegodi | 5 de octubre | 18:00 |
| Inter         | 0 - 3 | Roma          | Giuseppe Meazza       | 5 de octubre | 20:45 |
| Parma         | 3 - 1 | Sassuolo      | Ennio Tardini         | 6 de octubre | 12:30 |
| Bologna       | 1 - 4 | Hellas Verona | Renato Dall'Ara       | 6 de octubre | 15:00 |
| Catania       | 1 - 1 | Genoa         | Angelo Massimino      | 6 de octubre | 15:00 |
| Napoli        | 4 - 0 | Livorno       | San Paolo             | 6 de octubre | 15:00 |
| Sampdoria     | 2 - 2 | Torino        | Luigi Ferraris        | 6 de octubre | 15:00 |
| Udinese       | 2 - 0 | Cagliari      | Friuli                | 6 de octubre | 15:00 |
| Juventus      | 3 - 2 | Milan         | Juventus Stadium      | 6 de octubre | 20:45 |
| Lazio         | 0 - 0 | Fiorentina    | Olímpico de Roma      | 6 de octubre | 20:45 |

| Roma          | 2 - 0 | Napoli         | Olímpico de Roma                    | 18 de octubre | 20:45 |
| Cagliari      | 2 - 1 | Catania        | Nereo Rocco                         | 19 de octubre | 18:00 |
| Milan         | 1 - 0 | Udinese        | Giuseppe Meazza                     | 19 de octubre | 20:45 |
| Atalanta      | 2 - 1 | Lazio          | Atleti Azzurri d'Italia             | 20 de octubre | 12:30 |
| Fiorentina    | 4 - 2 | Juventus       | Artemio Franchi                     | 20 de octubre | 15:00 |
| Genoa         | 2 - 1 | Chievo Verona  | Luigi Ferraris                      | 20 de octubre | 15:00 |
| Hellas Verona | 3 - 2 | Parma          | Marcantonio Bentegodi               | 20 de octubre | 15:00 |
| Livorno       | 1 - 2 | Sampdoria      | Armando Picchi                      | 20 de octubre | 15:00 |
| Sassuolo      | 2 - 1 | Bologna        | Mapei Stadium – Città del Tricolore | 20 de octubre | 15:00 |
| Torino        | 3 - 3 | Inter de Milán | Olímpico de Turín                   | 20 de octubre | 20:45 |

| Sampdoria      | 1 - 0 | Atalanta      | Stadio Luigi Ferraris | 26 de octubre | 18:00 |
| Inter de Milán | 4 - 2 | Hellas Verona | Giuseppe Meazza       | 26 de octubre | 20:45 |
| Napoli         | 2 - 0 | Torino        | Estadio San Paolo     | 27 de octubre | 12:30 |
| Bologna        | 1 - 0 | Livorno       | Renato Dall'Ara       | 27 de octubre | 15:00 |
| Catania        | 0 - 0 | Sassuolo      | Angelo Massimino      | 27 de octubre | 15:00 |
| Chievo Verona  | 1 - 2 | Fiorentina    | Marcantonio Bentegodi | 27 de octubre | 15:00 |
| Juventus       | 2 - 0 | Genoa         | Juventus Stadium      | 27 de octubre | 15:00 |
| Parma          | 3 - 2 | Milan         | Ennio Tardini         | 27 de octubre | 15:00 |
| Udinese        | 0 - 1 | Roma          | Friuli                | 27 de octubre | 15:00 |
| Lazio          | 2 - 0 | Cagliari      | Olímpico de Roma      | 27 de octubre | 20:45 |

| Atalanta      | 1 - 1 | Inter de Milán | Atleti Azzurri d'Italia           | 29 de octubre | 20:45 |
| Cagliari      | 0 - 3 | Bologna        | Is Arenas                         | 30 de octubre | 20:45 |
| Fiorentina    | 1 - 2 | Napoli         | Artemio Franchi                   | 30 de octubre | 20:45 |
| Genoa         | 1 - 0 | Parma          | Luigi Ferraris                    | 30 de octubre | 20:45 |
| Juventus      | 4 - 0 | Catania        | Juventus Stadium                  | 30 de octubre | 20:45 |
| Livorno       | 3 - 3 | Torino         | Armando Picchi                    | 30 de octubre | 20:45 |
| Milan         | 1 - 1 | Lazio          | Giuseppe Meazza                   | 30 de octubre | 20:45 |
| Sassuolo      | 1 - 2 | Udinese        | Mapei Stadium-Città del Tricolore | 30 de octubre | 20:45 |
| Hellas Verona | 2 - 0 | Sampdoria      | Marcantonio Bentegodi             | 30 de octubre | 20:45 |
| Roma          | 1 - 0 | Chievo Verona  | Olímpico de Roma                  | 31 de octubre | 20:45 |

| Parma         | 0 - 1                                                        | Juventus      | Ennio Tardini         | 2 de noviembre | 18:00 |
| Napoli        | 2 - 1                                                        | Catania       | San Paolo             | 2 de noviembre | 20:45 |
| Milan         | 0 - 2                                                        | Fiorentina    | Giuseppe Meazza       | 2 de noviembre | 20:45 |
| Livorno       | 1 - 0 Archivado el 25 de febrero de 2014 en Wayback Machine. | Atalanta      | Armando Picchi        | 3 de noviembre | 12:30 |
| Lazio         | 0 - 2                                                        | Genoa         | Olímpico de Roma      | 3 de noviembre | 15:00 |
| Sampdoria     | 3 - 4                                                        | Sassuolo      | Luigi Ferraris        | 3 de noviembre | 15:00 |
| Udinese       | 0 - 3                                                        | Inter         | Friuli                | 3 de noviembre | 15:00 |
| Hellas Verona | 2 - 1                                                        | Cagliari      | Marcantonio Bentegodi | 3 de noviembre | 15:00 |
| Torino        | 1 - 1                                                        | Roma          | Olímpico de Turín     | 3 de noviembre | 20:45 |
| Bologna       | 0 - 0                                                        | Chievo Verona | Renato Dall'Ara       | 4 de noviembre | 20:45 |

| Catania        | 1 - 0 | Udinese       | Angelo Massimino        | 9 de noviembre  | 18:00 |
| Inter de Milán | 2 - 0 | Livorno       | Giuseppe Meazza         | 9 de noviembre  | 20:45 |
| Genoa          | 2 - 0 | Hellas Verona | Luigi Ferraris          | 10 de noviembre | 12:30 |
| Roma           | 1 - 1 | Sassuolo      | Olímpico de Roma        | 10 de noviembre | 15:00 |
| Parma          | 1 - 1 | Lazio         | Ennio Tardini           | 10 de noviembre | 15:00 |
| Chievo Verona  | 0 - 0 | Milan         | Marcantonio Bentegodi   | 10 de noviembre | 15:00 |
| Cagliari       | 2 - 1 | Torino        | Stadio Is Arenas        | 10 de noviembre | 15:00 |
| Atalanta       | 2 - 1 | Bologna       | Atleti Azzurri d'Italia | 10 de noviembre | 15:00 |
| Fiorentina     | 2 - 1 | Sampdoria     | Artemio Franchi         | 10 de noviembre | 20:45 |
| Juventus       | 3 - 0 | Napoli        | Juventus Stadium        | 10 de noviembre | 20:45 |

| Hellas Verona | 0 - 1 | Chievo Verona | Marcantonio Bentegodi               | 23 de noviembre | 18:00 |
| Milan         | 1 - 1 | Genoa         | Giuseppe Meazza                     | 23 de noviembre | 20:45 |
| Napoli        | 0 - 1 | Parma         | San Paolo                           | 23 de noviembre | 20:45 |
| Livorno       | 0 - 2 | Juventus      | Armando Picchi                      | 24 de noviembre | 15:00 |
| Sampdoria     | 1 - 1 | Lazio         | Luigi Ferraris                      | 24 de noviembre | 15:00 |
| Sassuolo      | 2 - 0 | Atalanta      | Mapei Stadium - Città del Tricolore | 24 de noviembre | 15:00 |
| Torino        | 4 - 1 | Catania       | Olímpico de Turín                   | 24 de noviembre | 15:00 |
| Udinese       | 1 - 0 | Fiorentina    | Friuli                              | 24 de noviembre | 15:00 |
| Bologna       | 1 - 1 | Inter         | Renato Dall'Ara                     | 24 de noviembre | 20:45 |
| Roma          | 0 - 0 | Cagliari      | Olímpico de Roma                    | 25 de noviembre | 20:45 |

| Parma         | 1 - 1 | Bolonia       | Ennio Tardini           | 30 de noviembre | 18:00 |
| Genoa         | 1 - 1 | Torino        | Luigi Ferraris          | 30 de noviembre | 20:45 |
| Catania       | 1 - 3 | Milan         | Angelo Massimino        | 1 de diciembre  | 12:30 |
| Atalanta      | 1 - 1 | Roma          | Atleti Azzurri d'Italia | 1 de diciembre  | 15:00 |
| Cagliari      | 2 - 2 | Sassuolo      | Is Arenas               | 1 de diciembre  | 15:00 |
| Chievo Verona | 3 - 0 | Livorno       | Marcantonio Bentegodi   | 1 de diciembre  | 15:00 |
| Inter         | 1 - 1 | Sampdoria     | Giuseppe Meazza         | 1 de diciembre  | 15:00 |
| Juventus      | 1 - 0 | Udinese       | Juventus Stadium        | 1 de diciembre  | 18:30 |
| Fiorentina    | 4 - 3 | Hellas Verona | Artemio Franchi         | 2 de diciembre  | 19:00 |
| Lazio         | 2 - 4 | Napoli        | Olímpico de Roma        | 2 de diciembre  | 21:00 |

| Bologna       | 0 - 2 | Juventus      | Renato Dall'Ara                     | 6 de diciembre | 20:45 |
| Livorno       | 2 - 2 | Milan         | Armando Picchi                      | 7 de diciembre | 18:00 |
| Napoli        | 3 - 3 | Udinese       | San Paolo                           | 7 de diciembre | 20:45 |
| Roma          | 2 - 1 | Fiorentina    | Olímpico de Roma                    | 8 de diciembre | 12:30 |
| Cagliari      | 2 - 1 | Genoa         | Sant'Elia                           | 8 de diciembre | 15:00 |
| Hellas Verona | 2 - 1 | Atalanta      | Marcantonio Bentegodi               | 8 de diciembre | 15:00 |
| Sampdoria     | 2 - 0 | Catania       | Luigi Ferraris                      | 8 de diciembre | 15:00 |
| Sassuolo      | 0 - 1 | Chievo Verona | Mapei Stadium - Città del Tricolore | 8 de diciembre | 15:00 |
| Torino        | 1 - 0 | Lazio         | Olímpico de Turín                   | 8 de diciembre | 15:00 |
| Inter         | 3 - 3 | Parma         | Giuseppe Meazza                     | 8 de diciembre | 20:45 |

| Catania    | 0 - 0 | Verona    | Angelo Massimino      | 14 de diciembre | 20:45 |
| Chievo     | 0 - 1 | Sampdoria | Marcantonio Bentegodi | 15 de diciembre | 15:00 |
| Fiorentina | 3 - 0 | Bologna   | Artemio Franchi       | 15 de diciembre | 15:00 |
| Genoa      | 1 - 1 | Atalanta  | Luigi Ferraris        | 15 de diciembre | 15:00 |
| Lazio      | 2 - 0 | Livorno   | Olímpico de Roma      | 15 de diciembre | 15:00 |
| Parma      | 0 - 0 | Cagliari  | Ennio Tardini         | 15 de diciembre | 15:00 |
| Udinese    | 0 - 2 | Torino    | Friuli                | 15 de diciembre | 15:00 |
| Juventus   | 4 - 0 | Sassuolo  | Juventus Stadium      | 15 de diciembre | 18:30 |
| Napoli     | 4 - 2 | Inter     | San Paolo             | 15 de diciembre | 20:45 |
| Milan      | 2 - 2 | Roma      | Giuseppe Meazza       | 16 de diciembre | 20:45 |

| Livorno       | 1 - 2 | Udinese       | Armando Picchi                      | 21 de diciembre | 18:00 |
| Cagliari      | 1 - 1 | Napoli        | Is Arenas                           | 21 de diciembre | 20:45 |
| Bologna       | 1 - 0 | Genoa         | Renato Dall'Ara                     | 22 de diciembre | 12:30 |
| Atalanta      | 1 - 4 | Juventus      | Atleti Azzurri d'Italia             | 22 de diciembre | 15:00 |
| Hellas Verona | 4 - 1 | Lazio         | Marcantonio Bentegodi               | 22 de diciembre | 15:00 |
| Roma          | 4 - 0 | Catania       | Olímpico de Roma                    | 22 de diciembre | 15:00 |
| Sampdoria     | 1 - 1 | Parma         | Luigi Ferraris                      | 22 de diciembre | 15:00 |
| Sassuolo      | 0 - 1 | Fiorentina    | Mapei Stadium - Città del Tricolore | 22 de diciembre | 15:00 |
| Torino        | 4 - 1 | Chievo Verona | Olímpico de Turín                   | 22 de diciembre | 15:00 |
| Inter         | 1 - 0 | Milan         | Giuseppe Meazza                     | 22 de diciembre | 20:45 |

| Chievo Verona | 0 - 0 | Cagliari      | Marcantonio Bentegodi | 5 de enero | 15:00 |
| Fiorentina    | 1 - 0 | Livorno       | Artemio Franchi       | 5 de enero | 18:00 |
| Juventus      | 3 - 0 | Roma          | Juventus Stadium      | 5 de enero | 20:45 |
| Napoli        | 2 - 0 | Sampdoria     | San Paolo             | 6 de enero | 12:30 |
| Catania       | 2 - 0 | Bologna       | Angelo Massimino      | 6 de enero | 15:00 |
| Genoa         | 2 - 0 | Sassuolo      | Luigi Ferraris        | 6 de enero | 15:00 |
| Milan         | 3 - 0 | Atalanta      | Giuseppe Meazza       | 6 de enero | 15:00 |
| Parma         | 3 - 1 | Torino        | Ennio Tardini         | 6 de enero | 15:00 |
| Udinese       | 1 - 3 | Hellas Verona | Friuli                | 6 de enero | 15:00 |
| Lazio         | 1 - 0 | Inter         | Olímpico de Roma      | 6 de enero | 18:30 |

| Livorno       | 0 - 3 | Parma         | Armando Picchi                      | 11 de enero | 18:00 |
| Bologna       | 0 - 0 | Lazio         | Renato Dall'Ara                     | 11 de enero | 20:45 |
| Torino        | 0 - 0 | Fiorentina    | Olímpico de Turín                   | 12 de enero | 12:30 |
| Atalanta      | 2 - 1 | Catania       | Atleti Azzurri d'Italia             | 12 de enero | 15:00 |
| Cagliari      | 1 - 4 | Juventus      | Is Arenas                           | 12 de enero | 15:00 |
| Hellas Verona | 0 - 3 | Napoli        | Marcantonio Bentegodi               | 12 de enero | 15:00 |
| Roma          | 4 - 0 | Genoa         | Olímpico de Roma                    | 12 de enero | 15:00 |
| Sassuolo      | 4 - 3 | Milan         | Mapei Stadium - Città del Tricolore | 12 de enero | 20:45 |
| Sampdoria     | 3 - 0 | Udinese       | Luigi Ferraris                      | 13 de enero | 19:00 |
| Inter         | 1 - 1 | Chievo Verona | Giuseppe Meazza                     | 13 de enero | 21:00 |

### Segunda rueda
| Roma          | 3 - 0 | Livorno       | Olímpico de Roma                    | 18 de enero | 18:00 |
| Juventus      | 4 - 2 | Sampdoria     | Juventus Stadium                    | 18 de enero | 20:45 |
| Udinese       | 2 - 3 | Lazio         | Friuli                              | 19 de enero | 12:30 |
| Atalanta      | 1 - 0 | Cagliari      | Atleti Azzurri d'Italia             | 19 de enero | 15:00 |
| Bologna       | 2 - 2 | Napoli        | Renato Dall'Ara                     | 19 de enero | 15:00 |
| Catania       | 0 - 3 | Fiorentina    | Angelo Massimino                    | 19 de enero | 15:00 |
| Chievo Verona | 1 - 2 | Parma         | Marcantonio Bentegodi               | 19 de enero | 15:00 |
| Genoa         | 1 - 0 | Inter         | Luigi Ferraris                      | 19 de enero | 15:00 |
| Sassuolo      | 0 - 2 | Torino        | Mapei Stadium - Città del Tricolore | 19 de enero | 15:00 |
| Milan         | 1 - 0 | Hellas Verona | Giuseppe Meazza                     | 19 de enero | 20:45 |

| Napoli        | 1 - 1 | Chievo Verona | San Paolo              | 25 de enero | 18:00 |
| Lazio         | 1 - 1 | Juventus      | Olímpico de Roma       | 25 de enero | 20:45 |
| Hellas Verona | 1 - 3 | Roma          | Marcantonio Bentegodi  | 26 de enero | 12:30 |
| Cagliari      | 1 - 2 | Milan         | Is Arenas              | 26 de enero | 15:00 |
| Inter         | 0 - 0 | Catania       | Giuseppe Meazza        | 26 de enero | 15:00 |
| Livorno       | 3 - 1 | Sassuolo      | Armando Picchi         | 26 de enero | 15:00 |
| Parma         | 1 - 0 | Udinese       | Ennio Tardini          | 26 de enero | 15:00 |
| Sampdoria     | 1 - 1 | Bologna       | Luigi Ferraris         | 26 de enero | 15:00 |
| Torino        | 1 - 0 | Atalanta      | Olímpico de Turín      | 26 de enero | 15:00 |
| Fiorentina    | 3 - 3 | Genoa         | Stadio Artemio Franchi | 26 de enero | 20:45 |

| Cagliari      | 1 - 0 | Fiorentina    | Is Arenas                           | 1 de febrero | 18:00 |
| Bologna       | 0 - 2 | Udinese       | Renato Dall'Ara                     | 1 de febrero | 18:00 |
| Milan         | 1 - 1 | Torino        | Giuseppe Meazza                     | 1 de febrero | 20:45 |
| Atalanta      | 3 - 0 | Napoli        | Atleti Azzurri d'Italia             | 2 de febrero | 15:00 |
| Catania       | 3 - 3 | Livorno       | Angelo Massimino                    | 2 de febrero | 15:00 |
| Chievo Verona | 0 - 2 | Lazio         | Marcantonio Bentegodi               | 2 de febrero | 15:00 |
| Sassuolo      | 1 - 2 | Hellas Verona | Mapei Stadium - Città del Tricolore | 2 de febrero | 15:00 |
| Juventus      | 3 - 1 | Inter         | Juventus Stadium                    | 2 de febrero | 20:45 |
| Genoa         | 0 - 1 | Sampdoria     | Luigi Ferraris                      | 3 de febrero | 20:45 |
| Roma          | 4 - 2 | Parma         | Olímpico de Roma                    | 2 de abril   | 18:30 |

| Fiorentina    | 2 - 0 | Atalanta | Artemio Franchi       | 8 de febrero | 18:00 |
| Udinese       | 3 - 0 | Chievo   | Friuli                | 8 de febrero | 18:00 |
| Napoli        | 3 - 1 | Milan    | San Paolo             | 8 de febrero | 20:45 |
| Torino        | 1 - 2 | Bologna  | Olímpico de Turín     | 9 de febrero | 12:30 |
| Hellas Verona | 2 - 2 | Juventus | Marcantonio Bentegodi | 9 de febrero | 15:00 |
| Lazio         | 0 - 0 | Roma     | Olímpico de Roma      | 9 de febrero | 15:00 |
| Livorno       | 0 - 1 | Genoa    | Armando Picchi        | 9 de febrero | 15:00 |
| Parma         | 0 - 0 | Catania  | Ennio Tardini         | 9 de febrero | 15:00 |
| Sampdoria     | 1 - 0 | Cagliari | Luigi Ferraris        | 9 de febrero | 15:00 |
| Inter         | 1 - 0 | Sassuolo | Giuseppe Meazza       | 9 de febrero | 20:45 |

| Milan         | 1 - 0 | Bologna       | Giuseppe Meazza                     | 14 de febrero | 20:45 |
| Fiorentina    | 1 - 2 | Inter         | Artemio Franchi                     | 15 de febrero | 20:45 |
| Catania       | 3 - 1 | Lazio         | Angelo Massimino                    | 16 de febrero | 12:30 |
| Atalanta      | 0 - 4 | Parma         | Atleti Azzurri d'Italia             | 16 de febrero | 15:00 |
| Cagliari      | 1 - 2 | Livorno       | Is Arenas                           | 16 de febrero | 15:00 |
| Genoa         | 3 - 3 | Udinese       | Luigi Ferraris                      | 16 de febrero | 15:00 |
| Juventus      | 3 - 1 | Chievo Verona | Juventus Stadium                    | 16 de febrero | 15:00 |
| Sassuolo      | 0 - 2 | Napoli        | Mapei Stadium - Città del Tricolore | 16 de febrero | 15:00 |
| Roma          | 3 - 0 | Sampdoria     | Olímpico de Roma                    | 16 de febrero | 20:45 |
| Hellas Verona | 1 - 3 | Torino        | Marcantonio Bentegodi               | 17 de febrero | 20:45 |

| Bologna       | 0 - 1 | Roma          | Renato Dall'Ara       | 22 de febrero | 20:45 |
| Livorno       | 2 - 3 | Hellas Verona | Armando Picchi        | 23 de febrero | 12:30 |
| Chievo Verona | 2 - 0 | Catania       | Marcantonio Bentegodi | 23 de febrero | 15:00 |
| Inter         | 1 - 1 | Cagliari      | Giuseppe Meazza       | 23 de febrero | 15:00 |
| Sampdoria     | 0 - 2 | Milan         | Luigi Ferraris        | 23 de febrero | 15:00 |
| Udinese       | 1 - 1 | Atalanta      | Friuli                | 23 de febrero | 15:00 |
| Juventus      | 1 - 0 | Torino        | Juventus Stadium      | 23 de febrero | 18:30 |
| Lazio         | 3 - 2 | Sassuolo      | Olímpico de Roma      | 23 de febrero | 20:45 |
| Parma         | 2 - 2 | Fiorentina    | Ennio Tardini         | 24 de febrero | 19:00 |
| Napoli        | 1 - 1 | Genoa         | San Paolo             | 24 de febrero | 21:00 |

| Roma          | 0 - 0 | Inter     | Olímpico de Roma                    | 1 de marzo | 20:45 |
| Cagliari      | 3 - 0 | Udinese   | Stadio Is Arenas                    | 2 de marzo | 12:30 |
| Atalanta      | 2 - 1 | Chievo    | Atleti Azzurri d'Italia             | 2 de marzo | 15:00 |
| Genoa         | 2 - 0 | Catania   | Luigi Ferraris                      | 2 de marzo | 15:00 |
| Hellas Verona | 0 - 0 | Bologna   | Marcantonio Bentegodi               | 2 de marzo | 15:00 |
| Sassuolo      | 0 - 1 | Parma     | Mapei Stadium - Città del Tricolore | 2 de marzo | 15:00 |
| Torino        | 0 - 2 | Sampdoria | Olímpico de Turín                   | 2 de marzo | 15:00 |
| Livorno       | 1 - 1 | Napoli    | Armando Picchi                      | 2 de marzo | 18:30 |
| Fiorentina    | 0 - 1 | Lazio     | Artemio Franchi                     | 2 de marzo | 20:45 |
| Milan         | 0 - 2 | Juventus  | Giuseppe Meazza                     | 2 de marzo | 20:45 |

| Udinese       | 1 - 0 | Milan         | Friuli                | 8 de marzo | 18:00 |
| Catania       | 1 - 1 | Cagliari      | Angelo Massimino      | 8 de marzo | 20:45 |
| Juventus      | 1 - 0 | Fiorentina    | Juventus Stadium      | 9 de marzo | 12:30 |
| Bologna       | 0 - 0 | Sassuolo      | Renato Dall'Ara       | 9 de marzo | 15:00 |
| Chievo Verona | 2 - 1 | Genoa         | Marcantonio Bentegodi | 9 de marzo | 15:00 |
| Inter         | 1 - 0 | Torino        | Giuseppe Meazza       | 9 de marzo | 15:00 |
| Lazio         | 0 - 1 | Atalanta      | Olímpico de Roma      | 9 de marzo | 15:00 |
| Parma         | 2 - 0 | Hellas Verona | Ennio Tardini         | 9 de marzo | 15:00 |
| Sampdoria     | 4 - 2 | Livorno       | Luigi Ferraris        | 9 de marzo | 15:00 |
| Napoli        | 1 - 0 | Roma          | San Paolo             | 9 de marzo | 20:45 |

| Hellas Verona | 0 - 2 | Inter     | Marcantonio Bentegodi               | 15 de marzo | 20:45 |
| Atalanta      | 3 - 0 | Sampdoria | Atleti Azzurri d'Italia             | 16 de marzo | 12:30 |
| Milan         | 2 - 4 | Parma     | Giuseppe Meazza                     | 16 de marzo | 15:00 |
| Livorno       | 2 - 1 | Bologna   | Armando Picchi                      | 16 de marzo | 15:00 |
| Sassuolo      | 3 - 1 | Catania   | Mapei Stadium - Città del Tricolore | 16 de marzo | 15:00 |
| Cagliari      | 0 - 2 | Lazio     | Stadio Is Arenas                    | 16 de marzo | 15:00 |
| Fiorentina    | 3 - 1 | Chievo    | Artemio Franchi                     | 16 de marzo | 20:45 |
| Genoa         | 0 - 1 | Juventus  | Luigi Ferraris                      | 16 de marzo | 20:45 |
| Torino        | 0 - 1 | Napoli    | Olímpico de Turín                   | 17 de marzo | 19:00 |
| Roma          | 3 - 2 | Udinese   | Olímpico de Roma                    | 17 de marzo | 21:00 |

| Torino        | 3 - 1                                                      | Livorno       | Olímpico de Turín     | 22 de marzo | 18:00 |
| Chievo Verona | 0 - 2                                                      | Roma          | Marcantonio Bentegodi | 22 de marzo | 20:45 |
| Parma         | 1 - 1                                                      | Genoa         | Ennio Tardini         | 23 de marzo | 12:30 |
| Bologna       | 1 - 0                                                      | Cagliari      | Renato Dall'Ara       | 23 de marzo | 15:00 |
| Inter         | 1 - 2                                                      | Atalanta      | Giuseppe Meazza       | 23 de marzo | 15:00 |
| Sampdoria     | 5 - 0                                                      | Hellas Verona | Luigi Ferraris        | 23 de marzo | 15:00 |
| Udinese       | 1 - 0                                                      | Sassuolo      | Friuli                | 23 de marzo | 15:00 |
| Napoli        | 0 - 1                                                      | Fiorentina    | San Paolo             | 23 de marzo | 18:30 |
| Catania       | 0 - 1                                                      | Juventus      | Angelo Massimino      | 23 de marzo | 20:45 |
| Lazio         | 1 - 1 Archivado el 25 de marzo de 2014 en Wayback Machine. | Milan         | Olímpico de Roma      | 23 de marzo | 20:45 |

| Roma          | 2 - 1 | Torino        | Olímpico de Roma                    | 25 de marzo | 20:45 |
| Atalanta      | 2 - 0 | Livorno       | Atleti Azzurri d'Italia             | 26 de marzo | 20:45 |
| Cagliari      | 1 - 0 | Hellas Verona | Is Arenas                           | 26 de marzo | 20:45 |
| Catania       | 2 - 4 | Napoli        | Angelo Massimino                    | 26 de marzo | 20:45 |
| Chievo Verona | 3 - 0 | Bologna       | Marcantonio Bentegodi               | 26 de marzo | 20:45 |
| Fiorentina    | 0 - 2 | Milan         | Artemio Franchi                     | 26 de marzo | 20:45 |
| Genoa         | 2 - 0 | Lazio         | Luigi Ferraris                      | 26 de marzo | 20:45 |
| Juventus      | 2 - 1 | Parma         | Juventus Stadium                    | 26 de marzo | 20:45 |
| Sassuolo      | 1 - 2 | Sampdoria     | Mapei Stadium - Città del Tricolore | 26 de marzo | 20:45 |
| Inter         | 0 - 0 | Udinese       | Giuseppe Meazza                     | 27 de marzo | 20:45 |

| Bologna       | 0 - 2 | Atalanta      | Renato Dall'Ara                     | 29 de marzo | 18:00 |
| Milan         | 3 - 0 | Chievo Verona | Giuseppe Meazza                     | 29 de marzo | 20:45 |
| Sassuolo      | 0 - 2 | Roma          | Mapei Stadium - Città del Tricolore | 30 de marzo | 12:30 |
| Hellas Verona | 3 - 0 | Genoa         | Marcantonio Bentegodi               | 30 de marzo | 15:00 |
| Lazio         | 3 - 2 | Parma         | Olímpico de Roma                    | 30 de marzo | 15:00 |
| Sampdoria     | 0 - 0 | Fiorentina    | Luigi Ferraris                      | 30 de marzo | 15:00 |
| Torino        | 2 - 1 | Cagliari      | Olímpico de Turín                   | 30 de marzo | 15:00 |
| Napoli        | 2 - 0 | Juventus      | San Paolo                           | 30 de marzo | 20:45 |
| Udinese       | 1 - 0 | Catania       | Friuli                              | 31 de marzo | 19:00 |
| Livorno       | 2 - 2 | Inter         | Armando Picchi                      | 31 de marzo | 21:00 |

| Chievo Verona | 0 - 1 | Hellas Verona | Marcantonio Bentegodi   | 5 de abril | 18:00 |
| Inter         | 2 - 2 | Bologna       | Giuseppe Meazza         | 5 de abril | 20:45 |
| Lazio         | 2 - 0 | Sampdoria     | Olímpico de Roma        | 6 de abril | 12:30 |
| Atalanta      | 0 - 2 | Sassuolo      | Atleti Azzurri d'Italia | 6 de abril | 15:00 |
| Cagliari      | 1 - 3 | Roma          | Is Arenas               | 6 de abril | 15:00 |
| Catania       | 1 - 2 | Torino        | Angelo Massimino        | 6 de abril | 15:00 |
| Fiorentina    | 2 - 1 | Udinese       | Artemio Franchi         | 6 de abril | 15:00 |
| Parma         | 1 - 0 | Napoli        | Ennio Tardini           | 6 de abril | 20:45 |
| Juventus      | 2 - 0 | Livorno       | Juventus Stadium        | 7 de abril | 19:00 |
| Genoa         | 1 - 2 | Milan         | Luigi Ferraris          | 7 de abril | 21:00 |

| Sassuolo      | 1 - 1 | Cagliari      | Mapei Stadium - Città del Tricolore | 12 de abril | 18:00 |
| Roma          | 3 - 1 | Atalanta      | Olímpico de Roma                    | 12 de abril | 20:45 |
| Bologna       | 1 - 1 | Parma         | Renato Dall'Ara                     | 13 de abril | 12:30 |
| Hellas Verona | 3 - 5 | Fiorentina    | Marcantonio Bentegodi               | 13 de abril | 15:00 |
| Livorno       | 2 - 4 | Chievo Verona | Armando Picchi                      | 13 de abril | 15:00 |
| Napoli        | 4 - 2 | Lazio         | San Paolo                           | 13 de abril | 15:00 |
| Sampdoria     | 0 - 4 | Inter         | Luigi Ferraris                      | 13 de abril | 15:00 |
| Torino        | 2 - 1 | Genoa         | Olímpico de Turín                   | 13 de abril | 15:00 |
| Milan         | 1 - 0 | Catania       | Giuseppe Meazza                     | 13 de abril | 20:45 |
| Udinese       | 0 - 2 | Juventus      | Friuli                              | 14 de abril | 20:45 |

| Milan         | 3 - 0 | Livorno       | Giuseppe Meazza         | 19 de abril | 15:00 |
| Atalanta      | 1 - 2 | Hellas Verona | Atleti Azzurri d'Italia | 19 de abril | 15:00 |
| Catania       | 2 - 1 | Sampdoria     | Angelo Massimino        | 19 de abril | 15:00 |
| Chievo Verona | 0 - 1 | Sassuolo      | Marcantonio Bentegodi   | 19 de abril | 15:00 |
| Genoa         | 1 - 2 | Cagliari      | Luigi Ferraris          | 19 de abril | 15:00 |
| Lazio         | 3 - 3 | Torino        | Olímpico de Roma        | 19 de abril | 15:00 |
| Parma         | 0 - 2 | Inter         | Ennio Tardini           | 19 de abril | 15:00 |
| Udinese       | 1 - 1 | Napoli        | Friuli                  | 19 de abril | 15:00 |
| Juventus      | 1 - 0 | Bologna       | Juventus Stadium        | 19 de abril | 18:30 |
| Fiorentina    | 0 - 1 | Roma          | Stadio Artemio Franchi  | 19 de abril | 21:00 |

| Roma          | 2 - 0 | Milan         | Olímpico de Roma                    | 25 de abril | 20:45 |
| Bologna       | 0 - 3 | Fiorentina    | Renato Dall'Ara                     | 26 de abril | 18:00 |
| Inter         | 0 - 0 | Napoli        | Giuseppe Meazza                     | 26 de abril | 20:45 |
| Hellas Verona | 4 - 0 | Catania       | Marcantonio Bentegodi               | 27 de abril | 12:30 |
| Livorno       | 0 - 2 | Lazio         | Armando Picchi                      | 27 de abril | 15:00 |
| Cagliari      | 1 - 0 | Parma         | Is Arenas                           | 27 de abril | 15:00 |
| Sampdoria     | 2 - 1 | Chievo Verona | Luigi Ferraris                      | 27 de abril | 15:00 |
| Torino        | 2 - 0 | Udinese       | Olímpico de Turín                   | 27 de abril | 15:00 |
| Atalanta      | 1 - 1 | Genoa         | Atleti Azzurri d'Italia             | 27 de abril | 20:45 |
| Sassuolo      | 1 - 3 | Juventus      | Mapei Stadium - Città del Tricolore | 28 de abril | 20:45 |

| Catania      | 4 - 1 | Roma          | Angelo Massimino      | 4 de mayo | 15:00 |
| Chievo       | 0 - 1 | Torino        | Marcantonio Bentegodi | 4 de mayo | 15:00 |
| Genoa        | 0 - 0 | Bologna       | Luigi Ferraris        | 4 de mayo | 15:00 |
| Parma        | 2 - 0 | Sampdoria     | Ennio Tardini         | 4 de mayo | 15:00 |
| Udinese      | 5 - 3 | Livorno       | Friuli                | 4 de mayo | 15:00 |
| Milan        | 1 - 0 | Inter         | San Siro              | 4 de mayo | 20:45 |
| Lazio        | 3 - 3 | Hellas Verona | Olímpico de Roma      | 5 de mayo | 19:00 |
| Juventus (C) | 1 - 0 | Atalanta      | Juventus Stadium      | 5 de mayo | 21:00 |
| Fiorentina   | 3 - 4 | Sassuolo      | Artemio Franchi       | 6 de mayo | 19:00 |
| Napoli       | 3 - 0 | Cagliari      | San Paolo             | 6 de mayo | 21:00 |

| Hellas Verona | 2 - 2                                                     | Udinese       | Marcantonio Bentegodi               | 10 de mayo | 18:00 |
| Inter         | 4 - 1 Archivado el 12 de mayo de 2014 en Wayback Machine. | Lazio         | Giuseppe Meazza                     | 10 de mayo | 20:45 |
| Atalanta      | 2 - 1                                                     | Milan         | Atleti Azzurri d'Italia             | 11 de mayo | 12:30 |
| Cagliari      | 0 - 1                                                     | Chievo Verona | Is Arenas                           | 11 de mayo | 15:00 |
| Bologna       | 1 - 2                                                     | Catania       | Renato Dall'Ara                     | 11 de mayo | 15:00 |
| Livorno       | 0 - 1                                                     | Fiorentina    | Armando Picchi                      | 11 de mayo | 15:00 |
| Sampdoria     | 2 - 5                                                     | Napoli        | Luigi Ferraris                      | 11 de mayo | 15:00 |
| Torino        | 1 - 1                                                     | Parma         | Olímpico de Turín                   | 11 de mayo | 15:00 |
| Sassuolo      | 4 - 2                                                     | Genoa         | Mapei Stadium - Città del Tricolore | 11 de mayo | 15:00 |
| Roma          | 0 - 1 Archivado el 12 de mayo de 2014 en Wayback Machine. | Juventus      | Olímpico de Roma                    | 11 de mayo | 17:45 |

| Udinese       | 3 - 3 | Sampdoria     | Friuli                 | 17 de mayo | 20:45 |
| Genoa         | 1 - 0 | Roma          | Luigi Ferraris         | 18 de mayo | 15:00 |
| Juventus      | 3 - 0 | Cagliari      | Juventus Stadium       | 18 de mayo | 15:00 |
| Catania       | 2 - 1 | Atalanta      | Angelo Massimino       | 18 de mayo | 15:00 |
| Milan         | 2 - 1 | Sassuolo      | Giuseppe Meazza        | 18 de mayo | 20:45 |
| Chievo Verona | 2 - 1 | Inter         | Marcantonio Bentegodi  | 18 de mayo | 20:45 |
| Fiorentina    | 2 - 2 | Torino        | Stadio Artemio Franchi | 18 de mayo | 20:45 |
| Lazio         | 1 - 0 | Bologna       | Olímpico de Roma       | 18 de mayo | 20:45 |
| Napoli        | 5 - 1 | Hellas Verona | San Paolo              | 18 de mayo | 20:45 |
| Parma         | 2 - 0 | Livorno       | Ennio Tardini          | 18 de mayo | 20:45 |

## Estadísticas
| Ciro Immobile                            | Torino        | 22 | 33 |
| Luca Toni                                | Hellas Verona | 20 | 34 |
| Carlos Tévez                             | Juventus      | 19 | 34 |
| Antonio Di Natale                        | Udinese       | 17 | 32 |
| Gonzalo Higuaín                          | Napoli        | 17 | 32 |
| Rodrigo Palacio                          | Inter         | 17 | 37 |
| Giuseppe Rossi                           | Fiorentina    | 16 | 21 |
| Domenico Berardi                         | Sassuolo      | 16 | 29 |
| Fernando Llorente                        | Juventus      | 16 | 34 |
| Paulinho                                 | Livorno       | 15 | 35 |
| Alberto Gilardino                        | Genoa         | 15 | 36 |
| José Callejón                            | Napoli        | 15 | 37 |
| Última actualización: 18 de mayo de 2014 |               |    |    |

| Jugador               | Equipo        | Autogoles |
| --------------------- | ------------- | --------- |
| Francesco Bardi       | Livorno       | 1         |
| Valon Behrami         | Napoli        | 1         |
| Alessandro Bernardini | Chievo Verona | 1         |
| Fabrizio Cacciatore   | Hellas Verona | 1         |
| Emanuele Calaiò       | Genoa         | 1         |
| Nicola Legrottaglie   | Catania       | 1         |
| Alessandro Longhi     | Sassuolo      | 1         |
| Vangelis Moras        | Hellas Verona | 1         |
| Raffaele Pucino       | Sassuolo      | 1         |
| Antonio Rosati        | Sassuolo      | 1         |
| Andrea Barzagli       | Juventus      | 1         |
| Andrea Lazzari        | Udinese       | 1         |
| Thomas Manfredini     | Sassuolo      | 1         |
| Martín Cáceres        | Juventus      | 1         |
| Yohan Benalouane      | Atalanta      | 1         |
| Pepe Reina            | Napoli        | 1         |
| Federico Ceccherini   | Livorno       | 1         |
| Abdoulay Konko        | Lazio         | 1         |
| Michael Ciani         | Lazio         | 1         |
| Christian Abbiati     | Milan         | 1         |
| Manuel Pasqual        | Fiorentina    | 1         |
| Alberto Frison        | Catania       | 1         |
| Gennaro Sardo         | Chievo Verona | 1         |

| Francesco Totti                          | Roma           | 10 | 26 |
| Gervinho                                 | Roma           | 10 | 29 |
| Alessio Cerci                            | Torino         | 10 | 36 |
| Borja Valero                             | Fiorentina     | 9  | 32 |
| Stephan Lichtsteiner                     | Juventus       | 8  | 25 |
| Ricky Álvarez                            | Internazionale | 8  | 29 |
| Juan Cuadrado                            | Fiorentina     | 8  | 32 |
| Rômulo                                   | Hellas Verona  | 8  | 32 |
| Omar El Kaddouri                         | Torino         | 7  | 29 |
| Gonzalo Higuaín                          | Napoli         | 7  | 32 |
| Luca Cigarini                            | Atalanta       | 7  | 33 |
| Carlos Tévez                             | Juventus       | 7  | 34 |
| Luca Toni                                | Hellas Verona  | 7  | 34 |
| Paul Pogba                               | Juventus       | 7  | 36 |
| Alessandro Florenzi                      | Roma           | 7  | 37 |
| Rodrigo Palacio                          | Internazionale | 7  | 37 |
| Última actualización: 18 de mayo de 2014 |                |    |    |

| Boštjan Cesar                            | Chievo Verona | 17 | 32 |
| Daniele Conti                            | Cagliari      | 15 | 31 |
| Giuseppe Vives                           | Torino        | 15 | 33 |
| Luca Rigoni                              | Chievo Verona | 15 | 33 |
| Panagiotis Kone                          | Bologna       | 14 | 28 |
| Alessandro Lucarelli                     | Parma         | 14 | 34 |
| Luca Cigarini                            | Atalanta      | 13 | 33 |
| Última actualización: 18 de mayo de 2014 |               |    |    |

| Amauri                                   | Parma | 2 | 31 |
| Última actualización: 18 de mayo de 2014 |       |   |    |

## Fichajes

### Fichajes más caros del mercado de verano

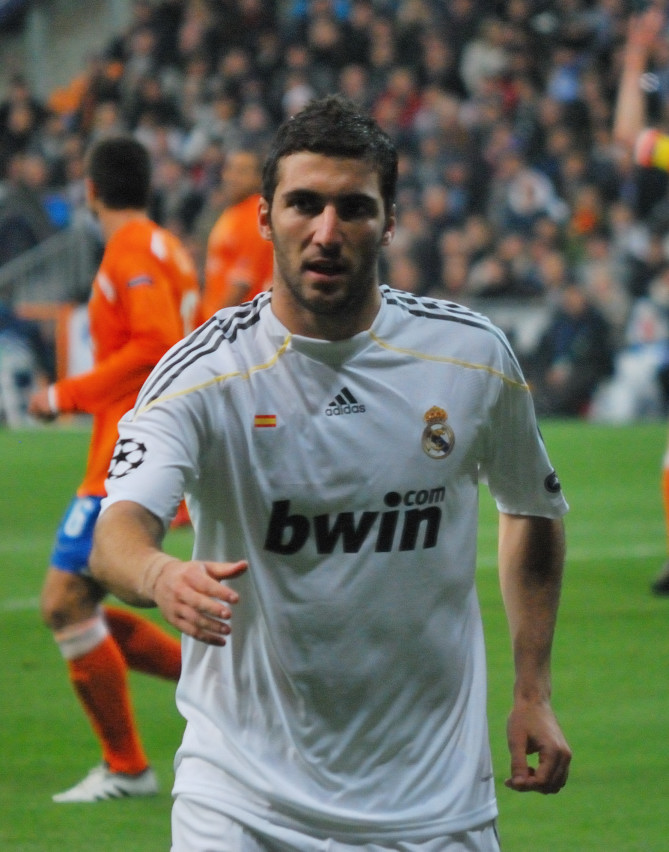
Gonzalo Higuaín llega a la Serie A por casi 40 millones de euros.

| Pos. | Jugador          | Club de destino | Club de origen   | Precio (€) | Ref.   |
| ---- | ---------------- | --------------- | ---------------- | ---------- | ------ |
| 1.º  | Gonzalo Higuaín  | Napoli          | Real Madrid      | 37.000.000 | [ 53 ] |
| 2.º  | Kevin Strootman  | Roma            | PSV Eindhoven    | 20.000.000 | [ 54 ] |
| 3.º  | Mario Gómez      | Fiorentina      | Bayern de Múnich | 15.000.000 | [ 55 ] |
| 4.º  | Mehdi Benatia    | Roma            | Udinese          | 13.500.000 | [ 56 ] |
| 5.º  | Mauro Icardi     | Internazionale  | Sampdoria        | 13.000.000 | [ 57 ] |
| 5.º  | Angelo Ogbonna   | Juventus        | Torino           | 13.000.000 | [ 58 ] |
| 6.º  | Raúl Albiol      | Napoli          | Real Madrid      | 12.000.000 | [ 59 ] |
| 6.º  | Carlos Tévez     | Juventus        | Manchester City  | 12.000.000 | [ 60 ] |
| 7.º  | Adem Ljajić      | Roma            | Fiorentina       | 11.000.000 | [ 61 ] |
| 7.º  | Alessandro Matri | Milan           | Juventus         | 11.000.000 | [ 62 ] |
| 8.º  | Ishak Belfodil   | Internazionale  | Parma            | 10.000.000 | [ 63 ] |
| 8.º  | José Callejón    | Napoli          | Real Madrid      | 10.000.000 | [ 64 ] |
| 8.º  | Dries Mertens    | Napoli          | PSV Eindhoven    | 10.000.000 | [ 65 ] |
| 9.º  | Josip Iličić     | Fiorentina      | Palermo          | 9.000.000  | [ 66 ] |
| 10.º | Gervinho         | Roma            | Arsenal          | 8.000.000  | [ 67 ] |

## Datos y más estadísticas
| - Mayor cantidad de goles en un partido: 8 goles - Hellas Verona 3 – 5 Fiorentina (Fecha 33) - Udinese 5 - 3 Livorno (Fecha 36) - Mayor victoria de visita: Diferencia de 7 goles - Sassuolo 0 – 7 Internazionale (Fecha 4) Fuente: Lega Calcio: Fixtures and Results - Domenico Berardi con 4 goles, en la fecha 19 - Racha de victorias al comienzo de temporada (récord): De 30 puntos - Roma (Fecha 1 – 10) - Racha más larga de victorias: De 12 partidos - Juventus (Fecha 9 – 20) - 1º Racha más larga de partidos sin perder: De 22 partidos - Juventus (Fecha 9 – 30) - 2º Racha más larga de partidos sin perder: De 17 partidos - Roma (Fecha 1 – 17) - 3º Racha más larga de partidos sin perder: De 17 partidos - Parma (Fecha 12 – 29) - Racha más larga de derrotas: De 7 partidos - Sassuolo (Fecha 20 – 26) - Racha más larga de partidos sin ganar: De 8 partidos - Bologna (Fecha 1 – 8) - Sassuolo (Fecha 20 – 27) - Racha más larga de portería imbatida: De 8 partidos. - Juventus (Fecha 9 – 16) Fuente: Lega Calcio: Fixtures and Results |

### Récords de goles
- Primer gol de la temporada: Anotado por Andrea Poli en el minuto 13, para el Milan ante el Hellas Verona (24 de agosto de 2013).[68]
- Último gol de la temporada: Anotado por Lucas Biglia en el minuto 94, para la Lazio ante el Bologna (18 de mayo de 2014). [69]
- Gol más rápido: Anotado por Gianluca Sansone, a los 18 segundos (Sassuolo 1 – 2 Sampdoria).
- Gol más cercano al final del encuentro: Anotado por Mario Balotelli de penalti, en el minuto 96 con 5 segundos (Torino 2 – 2 Milan).[70]

#### Tripletas o más
En esta sección se encuentra la lista de tripletas o hat-tricks y póker de goles (en general, tres o más goles en un partido) convertidos en un mismo encuentro durante esta temporada.
| Fecha      | Jugador          | Goles                   | Local      | Resultado                                                                                               | Visitante     | Jornada    |
| ---------- | ---------------- | ----------------------- | ---------- | --- | ------------- | ---------- |
| 20/10/2013 | Giuseppe Rossi   | 66' · 76' · 80'         | Fiorentina | 4 – 2                                                                                                   | Juventus      | Jornada 8  |
| 3/11/2013  | Domenico Berardi | 49' · 52' (P) · 88' (P) | Sampdoria  | 3 – 4 (enlace roto disponible en Internet Archive; véase el historial, la primera versión y la última). | Sassuolo      | Jornada 11 |
| 15/12/2013 | Carlos Tévez     | 15' · 45' · 68'         | Juventus   | 4 – 0                                                                                                   | Sassuolo      | Jornada 16 |
| 12/1/2014  | Domenico Berardi | 15' · 28' · 41' · 47'   | Sassuolo   | 4 – 3                                                                                                   | Milan         | Jornada 19 |
| 26/1/2014  | Alberto Aquilani | 33' (P) · 42' · 57'     | Fiorentina | 3 – 3                                                                                                   | Genoa         | Jornada 21 |
| 22/3/2014  | Ciro Immobile    | 25' · 60' · 67'         | Torino     | 3 – 1                                                                                                   | Livorno       | Jornada 29 |
| 6/4/2014   | Mattia Destro    | 32' · 56' · 73'         | Cagliari   | 1 – 3                                                                                                   | Roma          | Jornada 32 |
| 13/4/2014  | Alberto Paloschi | 9' · 45+2' · 56' (P)    | Livorno    | 2 – 4                                                                                                   | Chievo Verona | Jornada 33 |
| 13/4/2014  | Gonzalo Higuaín  | 49' (P) · 67' · 90+4'   | Napoli     | 4 – 2                                                                                                   | Lazio         | Jornada 33 |

### Equipo del año
El Equipo del Año en el Calcio (también conocido como el Once ideal o Equipo ideal) es un premio que se le da a los mejores 11 jugadores de la Serie A, que son elegidos por todos los jugadores de la Serie A.
La lista está conformada por:
| Pos. | Jugador          | Equipo     | Partidos | Goles |
| ---- | ---------------- | ---------- | -------- | ----- |
| POR  | Mattia Perin     | Genoa      | 37       | -50   |
| DEF  | Mehdi Benatia    | Roma       | 33       | 5     |
| DEF  | Andrea Barzagli  | Juventus   | 26       | 0     |
| DEF  | Leandro Castán   | Roma       | 36       | 0     |
| MED  | Antonio Candreva | Lazio      | 37       | 12    |
| VOL  | Kevin Strootman  | Roma       | 25       | 5     |
| VOL  | Miralem Pjanić   | Roma       | 35       | 6     |
| MED  | Juan Cuadrado    | Fiorentina | 32       | 11    |
| DEL  | Carlos Tévez     | Juventus   | 34       | 19    |
| DEL  | Ciro Immobile    | Torino     | 33       | 22    |
| DEL  | Giuseppe Rossi   | Fiorentina | 21       | 16    |

- Mejor portero:  Gianluigi Buffon (Juventus)
- Mejor defensa:  Mehdi Benatia (Roma)
- Mejor centrocampista:  Miralem Pjanić (Roma)
- Mejor delantero:  Ciro Immobile (Torino)
- Mejor entrenador:  Rudi García (Roma)